# Myospila aberrans
Myospila aberrans este o specie de muște din genul Myospila, familia Muscidae. A fost descrisă pentru prima dată de Shannon și Ponte în anul 1926. Conform Catalogue of Life specia Myospila aberrans nu are subspecii cunoscute.